# Otto Stockhausen
Otto Christian Wilhelm Stockhausen (* 20. Februar 1878 in Amorbach; † 8. September 1914 in Vitry-le-François) war ein deutscher Ingenieur und Wasserbauinspektor.

## Leben und Wirken
Otto Stockhausen war der Sohn eines Försters und späteren Oberförsters. Sein Vater übernahm eine Stelle als Kammerdirektor bei Carl von Schlitz, genannt von Goertz. Aus diesem Grund zog die Familie in die Stadt Schlitz im heutigen Vogelsbergkreis, wo Otto Stockhausen aufwuchs. Nachdem er ein Gymnasium in Darmstadt besucht hatte, studierte er Ingenieurwissenschaften an der TH Darmstadt sowie der TH Berlin. Im Juni 1901 bestand er eine Bauführerprüfung mit Auszeichnung. Anschließend leistete er den Militärdienst beim Sächsischen Pionierbataillon Nr. 22 ab, das in Dresden stationiert war.
Stockhausen war farbenblind und konnte deshalb trotz hervorragender Leistungen nicht auf eine Anstellung im Staatsdienst hoffen. 1901 besuchte er mit Lehrern und Studenten auf einer Studienreise Hamburg. Inspiriert von den regen Bautätigkeiten im Hamburger Hafen begann er zum 1. Oktober 1901 als Ingenieur bei der 2. Sektion der Hamburger Baudeputation. Er beschäftigte sich dort zu Beginn mit Konstruktionsarbeiten der Wasserbaudirektion. Obwohl er nicht mehr an der Berliner Universität war, erhielt er 1902 einen Geldpreis in Höhe von 900 Mark für besondere Studienleistungen. Das Geld konnte für eine Studienreise verwendet werden. Außerdem erhielt er eine silberne Ehrenmedaille der Königlich Technischen Universität.
1903 wechselte Stockhausen als Wasserbaudirektor nach Cuxhaven, wo er am 1. Oktober, dem frühestmöglichen Datum, zum Baumeister befördert wurde. Seine Dienststelle beauftragte ihn mit Projekten, die im Zusammenhang mit dem Bau des Elbtunnels standen. Stockhausen reiste daher zu Studienzwecken nach England und Amerika.  1907 erhielt er offiziell die Gesamtleitung des Tunnelbauprojekts, das mit enormen technischen Schwierigkeiten verbunden war. Angeblich war Stockhausen derart mit der Baustelle verbunden gewesen sein, dass er eine Wohnung in unmittelbarer Nähe bezog, um immer zur Stelle sein zu können. Auch hatte er eine Hochzeit mit Elisabeth Bahnsen geplant, die er bis zur Fertigstellung des Bauwerks 1911 verschob. Daran erinnert eine Kachel, die sich im nördlichen Tunnelturm befindet. Abgebildet ist der Tunneldurchbruch, bei dem sich der Baumeister und seine Frau die Hand reichen. Nach Fertigstellung des Tunnels leitete Stockhausen das „Projektierungsbüro“ der Wasserbaudirektion, die von Baurat Ludwig Wendemuth geführt wurde. Stockhausen war verantwortlich für viele weitere Bauwerke im Hamburger Hafen, die in Zusammenhang mit der Errichtung des Elbtunnels entstand. Im April 1913 erhielt er eine Stelle als Wasserbauinspektor.

### Mitarbeit im CVJM und Freizeitpädagoge
Neben den beruflichen Tätigkeiten arbeitete Stockhausen ab 1901 aktiv im Christlichen Verein Junger Männer mit. Bereits 1902 wurde er in den Vorstand des CVJM-Hamburg gewählt und leitete die von ihm konzeptionierten Zeltlager in den Ferien auf dem Schäferhof bei Pinneberg. Aus den anfänglich 150 teilnehmenden Jugendlichen wurden im Laufe der Jahre bis zu 180 Jugendliche, die drei bis vier Wochen in den Ferien auf dem Schäferhof verbrachten. Insgesamt haben an diesen Ferienkolonien, die von 1902 bis 1931 jährlich bei Pinneberg stattfanden Tausende von Jugendlichen aus den unterschiedlichsten Milieus Hamburg teilgenommen. Diese Arbeit machte ihn vor dem Ersten Weltkrieg zu einem Pionier der Freizeitpädagogik.
1908 übernahm er den Vorsitz des Vereins. Unter seinem Vorsitz wuchs der Verein zum von Anfang an ökumenisch und gemeindeübergreifenden, größten Anbieter  einer christlichen Jugend- und Junge-Erwachsenen-Arbeit. Der Verein hatte aufgrund der vielen aus Menschen, die sich aus den nordeuropäischen Ländern in Hamburg aufhielten, auch eine skandinavische Abteilung und neben einem Zweigverein in St. Pauli noch Knaben- und Jungenabteilungen in Rothenburgsort und auf der Veddel.

### Allgemeines Vorlesungswesen
Bevor Hamburg 1919 eine Universität bekam, gab es zur Verbreitung akademischer Bildung ein sogenanntes Allgemeines Vorlesungswesen. Vom Wintersemester 1906/07 bot Stockhausen auf Vorschlag von Johann Friedrich Bubendey regelmäßig Vorlesungen zu bautechnischen Themen für Techniker und Juristen an. An seinen Vorlesungen nahmen in großer Zahl Richter aller Ebenen, Staatsanwälte, Anwälte und Referendare teil, die besonders seine Fähigkeiten zur selbständigen Betrachtung anzuregen schätzten.
Zudem gehörte er dem Architekten- und Ingenieurverein Hamburg an.

### Erster Weltkrieg
Während des Ersten Weltkriegs diente Stockhausen als Oberleutnant der Reserve. Er starb bei Kämpfen in Frankreich und hinterließ einen einjährigen Sohn, den späteren Landesjugendpastor Otto von Stockhausen von Schleswig-Holstein. Teile des Nachlasses Stockhausens sind seit 1933 im Staatsarchiv Hamburg zu finden.

## Ehrungen
- Kleines Planierschiff (Baujahr 1960) "Otto Stockhausen" im Dienst der Flotte Hamburg[6]
- Relief im Schachtgebäude des Alten Elbtunnels. Zeigt Stockhausen mit anderen am Bau beteiligten Personen
- Kachel mit stilisierten Tunneldurchbruch und Händen von Otto und Elisabeth Stockhausen
- In Barmbek trägt eine Straße den Namen Stockhausens[7]

## Werke
- Otto Stockhausen, Jungs - heraus! Ernstes und Heiteres aus dem Leben einer Hamburger Ferienkolonie. Hamburg 1903.
- Otto Stockhausen, Der Elbtunnel in Hamburg und sein Bau. Sonderdruck aus der Zeitschrift des Vereins Hamburger Ingenieure. Hamburg 1912. 1301–1322.
- Otto Stockhausen, Der Elbtunnel. in: Hamburg und seine Bauten. Bd. 2. Hamburg 1914, 137–146.